# Vârtopu (okręg Gorj)
Vârtopu – wieś w Rumunii, w okręgu Gorj, w gminie Ciuperceni. W 2011 roku liczyła 401 mieszkańców.